# Margherita Gonzaga

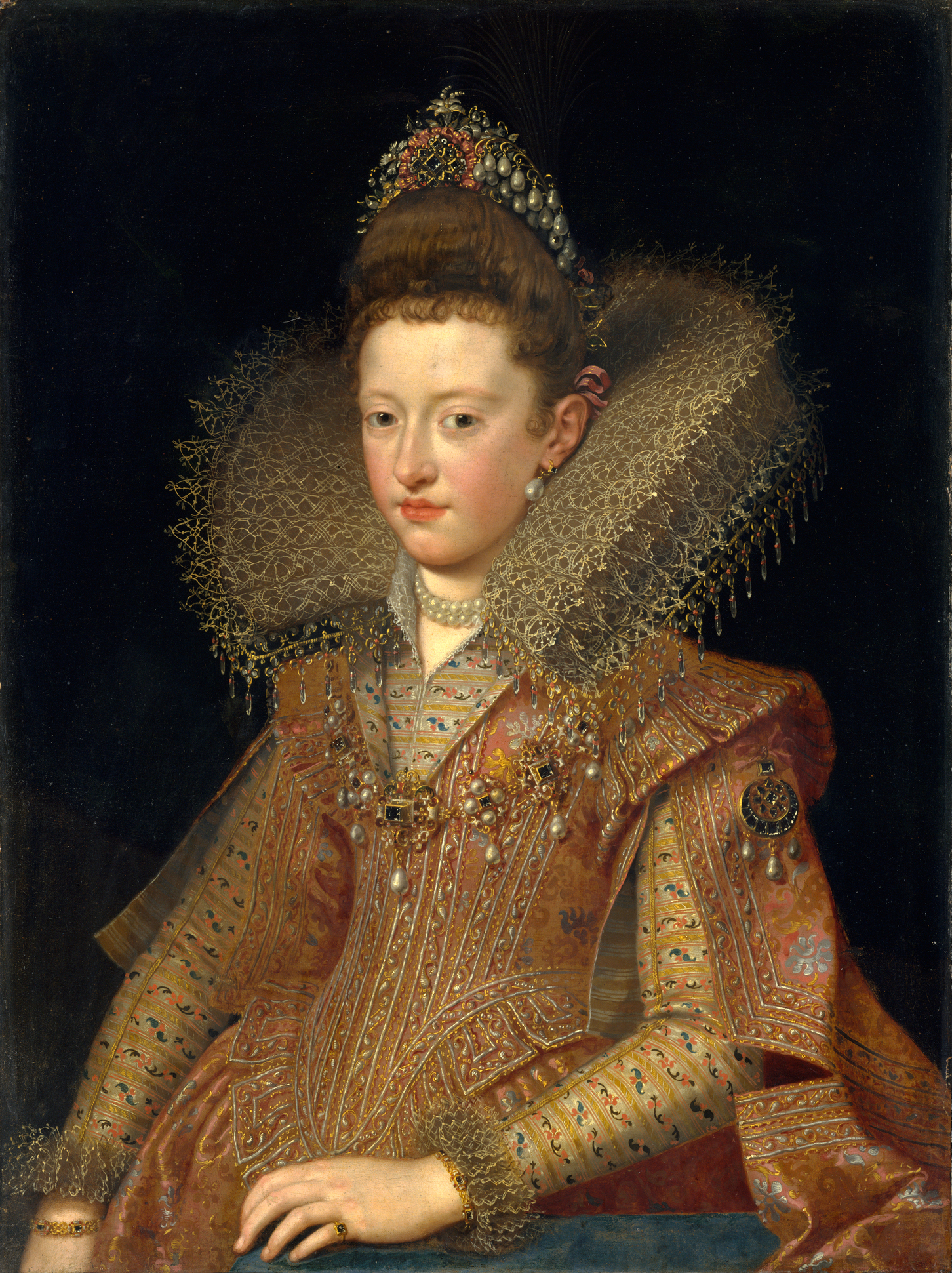
Portret van Margherita Gonzaga (Metropolitan Museum of Art)

Margherita Gonzaga (Frans: Marguerite de Gonzague of Marguerite de Mantoue, Mantua, 2 oktober 1591 – Nancy, 7 februari 1632) was prinses van Mantua en hertogin van Lotharingen. Ze was een dochter van hertog Vincenzo I Gonzaga en Eleonora de' Medici.

## Biografie
Gonzaga huwde op 26 april 1606 te Nancy met Hendrik II van Lotharingen (1563-1624). Voor Hendrik, de veertig al voorbij, was dit het tweede huwelijk. Zijn eerste huwelijk met Catharina van Bourbon, de zuster van koning Hendrik IV van Frankrijk, was kinderloos gebleven. Als troonopvolger van het hertogdom Lotharingen had hij echter nageslacht nodig. Koning Hendrik IV had een hand in het regelen van dit nieuwe huwelijk. Margherita was immers een nicht van de Franse koningin Maria de' Medici en het huwelijk moest de banden tussen Frankrijk en Lotharingen bestendigen. 
Ook kaderde het huwelijk goed in de Italiaanse politiek van de Franse koning. Hendrik IV droeg dan ook 140.000 pond bij aan de bruidschat van 500.000 pond die moest worden betaald aan Hendrik II. Bij het huwelijkscontract werd bepaald dat Margherita verzaakte aan de troon van Mantua. Zij kreeg de titel van hertogin van Bar. In 1608, na de dood van hertog Karel III van Lotharingen, werden het echtpaar hertog en hertogin van Lotharingen.
Het huwelijk verliep rimpelloos. Het echtpaar kreeg samen vier kinderen:
- een doodgeboren dochter (1607)
- Nicola (1608-1657), hertogin van Lotharingen, huwde in 1621 met Karel IV van Lotharingen
- een dochter (1611)
- Claude (1612-1648), huwde in 1634 met hertog Nicolaas II van Lotharingen

Na de dood van haar echtgenoot probeerde ze als hertogin-douairière haar positie en die van haar twee dochters veilig te stellen. Daarom zocht ze een machtige huwelijkspartner voor haar dochter Claude. Karel IV van Lotharingen, de echtgenoot van haar eerste dochter Nicola, en zijn vader Frans II van Lotharingen zagen een bedreiging in deze huwelijksplannen. Als Nicola kinderloos zou sterven zou het hertogdom dan immers naar Claude en haar echtgenoot gaan. Zij beriepen zich op het vermeende testament van René II van Lotharingen. Margherita zocht juridische steun van koning Lodewijk XIII van Frankrijk en kardinaal de Richelieu om dit testament aan te vechten. De onhandige politiek van Margherita leidde ertoe dat Frans II van Lotharingen in 1625 met steun van de Staten-Generaal van Lotharingen werd uitgeroepen tot de nieuwe hertog van Lotharingen.
Margherita overleed in 1632 en werd naast haar man begraven in het Collège St.Georges te Nancy.
- Biblioteca Nacional de España: XX5391582
- Gemeinsame Normdatei: 1024381161
- Virtual International Authority File: 257703809
- WorldCat: E39PBJrWCpPpjcyKvC4BxqrDv3